# ماری دکوژی
ماری دکوژی (فرانسوی: Marie Decugis‎; ۷ اوت ۱۸۸۴ – ۴ مهٔ ۱۹۶۹) تنیس‌باز اهل فرانسه بود.